# Gary Staines
Gary Staines (Gary Martin Staines; * 3. Juli 1963 in Welwyn Garden City) ist ein ehemaliger britischer Langstreckenläufer.

## Leben
1988 kam er bei den Olympischen Spielen in Seoul über 5000 m auf den 13. Platz. Im Jahr darauf belegte er bei den Crosslauf-Weltmeisterschaften 1989 in Stavanger Rang 14 und gewann mit dem britischen Team Silber.
1990 wurde er für England startend bei den Commonwealth Games in Auckland Vierter über 10.000 m und errang bei den Europameisterschaften in Split Silber über 5000 m. Bei den Leichtathletik-Weltmeisterschaften 1991 in Tokio lief er über 5000 m auf Platz 13 ein.
Danach wandte er sich dem Straßenlauf zu. 1993, 1994 und 1996 siegte er beim Great South Run über zehn Meilen. Beim Great North Run wurde er 1995 Fünfter, 1996 Vierter und 1997 Siebter. 1996 wurde er Neunter beim London-Marathon und Fünfter beim Chicago-Marathon.
1984 wurde er englischer Meister über 3000 m in der Halle, 1995 im Freien über 10.000 m.
Kurzzeitig war er mit der australischen Weitspringerin Nicole Boegman verheiratet. Heute betreibt er mit seiner zweiten Frau, der ehemaligen Sprinterin Linda Keough, im US-Bundesstaat Colorado ein Sportartikelgeschäft namens Runners Roost.

## Persönliche Bestzeiten
- 1500 m: 3:40,25 min, 14. Juni 1986, Loughborough
- 1 Meile: 3:53,82 min, 12. August 1990, Portsmouth
- 2000 m: 4:53,69 min, 15. September 1987, Lausanne
- 3000 m: 7:41,79 min, 14. Juli 1990, Oslo
- 5000 m: 13:14,28 min, 15. August 1990, Zürich
- 10.000 m: 27:48,73 min, 6. Juli 1991, Oslo
- 10-km-Straßenlauf: 28:29 min, 21. November 1993, Melbourne
- Halbmarathon: 1:01:57 h, 14. September 1997, South Shields
- Marathon: 2:11:25 h, 20. Oktober 1996, Chicago